# Соковка
Соковка — село в Северном районе Оренбургской области. Входит в состав Северного сельсовета.

## История
Село Соковка появилось почти сразу же после появления села Северное (прежнее название Сок-Кармалка) в 40-х годах 18 века.
Располагается в 7 км от Северного. По законам того времени селом считался поселок в котором есть церковь, церковь в Соковке была пока её не снесли, но название «село» так и осталось до сегодняшнего времени.

## Предприятия
В селе находится молокоперерабатывающий завод (ООО «Северное молоко»), асфальтобетонный завод, КФХ и станция технического обслуживания.

## Образование
В Соковке работает МБОУ «Соковcкая средняя школа», существующая с 1970 года. В школе имеются 3 кабинета начальных классов, оборудованные кабинеты для старшеклассников, мастерские, спортивный зал, библиотека, компьютерный класс, столовая.
В рамках национального проекта «Образование» школа получила: кабинет химии, два тренажёра (многофункциональный и силовой), деревообрабатывающий станок, мобильный кабинет (11 ноутбуков), доску маркерную, сканер, цифровую видеокамеру, ксерокс, мультимедийный проектор, документ-камеру.
```
В конкурсе общеобразовательных учреждений, внедряющих инновационные образовательные программы, школа выиграла грант в размере 200 тысяч рублей, который был использован на улучшение материально-технической базы школы (мебель, оргтехника, учебное оборудование).
```

## Операторы связи
Обслуживание жителей села осуществляют компании сотовой связи «МегаФон», «МТС», «ВымпелКом» (Билайн).
Доступ к высокоскоростному интернету осуществляет компания ОАО «Ростелеком»